# La nieta elegida
La nieta elegida (no Brasil, A Neta Escolhida) é uma telenovela colombiana produzida e exibida pela RCN Televisión de 27 de setembro de 2021 a 1 de fevereiro de 2022, criada por Julio Jiménez e Iván Martínez.
É protagonizada por Francisca Estévez, Carlos Torres, Juliette Pardau e Consuelo Luzardo.
Está sendo exibida dublada em português, em Angola e Moçambique, no canal Telemundo África, substituindo Pasión de Gavilanes, desde 19 de dezembro de 2022.

## Enredo
Luisa (Francisca Estévez) é uma jovem que, por ordem de seu pai, estará em um mundo desconhecido para se vingar da família Roldán, mas logo o carinho que Sara (Consuelo Luzardo), sua suposta avó, dará ela e o encontro com Juan Esteban Osorno (Carlos Torres), namorado de outra neta de Sara, vão levar Luisa a um dilema.

## Elenco
- Francisca Estévez como Luisa Mayorga
- Carlos Torres como Juan Esteban Osorno
- Juliette Pardau como Vivian Roldán
- Consuelo Luzardo como Sara Roldán
- Claudio Cataño como Sergio Roldán
- Stephania Duque como Laura Roldán
- Géraldine Zivic como María Consuelo Roldán
- Juan Pablo Gamboa como Nicolás Roldán
- Kepa Amuchastegui como Augusto Roldán
- Patrick Delmas como Germán Osorio
- Carlos Báez como Adrián Alvarado
- Ana María Arango como Perpetua Bautista
- Silvia de Dios como Daniela Krogemann
- Roz Urquijo como Lucas Alvarado
- María José Camacho como Paola Alvarado
- Orlando Valenzuela como Roberto Alvarado
- Héctor García como Braulio Mayorga
- Ricardo Vesga como Florentino Espartero
- Margalida Castro como Érika Bruner
- Sebastián Boscán
- Marcela Benjumea

## Exibição no Brasil
Está disponível na íntegra no Globoplay desde 22 de janeiro de 2024, com dublagem em português.